# Frederick William Beechey
Pour les articles homonymes, voir Beechey.
Frederick William Beechey (né le 17 février 1796 et mort le 29 novembre 1856) est un capitaine de marine britannique.

## Biographie
Entré dans la Royal Navy en 1806, il participe en 1818 à l'expédition arctique de David Buchan. 
Il explore ensuite, avec son frère Henry William, les côtes septentrionales de la Libye en 1821, s'y livrant à une série de relevés sous la direction du capitaine William Henry Smyth et pénètre à l'intérieur des terres. En 1822, ils établissent des cartes de la côte de la Libye entre Tripoli et Derna. Les deux frères ont pu explorer aussi Cyrène et ramener des informations précieuses sur la nécropole. Ils ont publié un compte rendu complet de leur travail en 1828 sous le titre « Proceedings of the Expedition to Explore the Northern Coast of Africa from Tripoly Eastward in 1821-1822 ».
En 1825, il commande le HMS Blossom avec une centaine d'hommes pour ravitailler les expéditions arctiques de Parry et Franklin et explorer le détroit de Béring. Avant de remonter vers le Pacifique Nord, il en profite pour explorer différents archipels et s'arrête en décembre 1825 à Pitcairn où il retrouva John Adams et les descendants des mutinés du Bounty. En janvier 1826, il touche Rikitea et les Îles Gambier et explore aussi 23 atolls des Tuamotu en Polynésie française.
Par la suite, de 1826 à 1828, il fait deux voyages vers le Pôle Nord. On lui doit alors la découverte de Point Barrow à bord du  Blossom.
En 1835, il cartographie les côtes sud-américaines puis irlandaises (1837-1847).
Président du département maritime du Board of Trade et de la Royal Geographical Society, il meurt contre-amiral en 1856.

## Hommage
En 2010, l'Administration postale de la Polynésie française émet un timbre-poste à son effigie, dessiné par Cyril de La Patellière.